# Голям жълтоглав лешояд
Големият жълтоглав лешояд (Cathartes melambrotus) е вид птица от семейство Cathartidae. Видът е незастрашен от изчезване.

## Разпространение
Разпространен е в Боливия, Бразилия, Колумбия, Еквадор, Френска Гвиана, Гвиана, Никарагуа, Панама, Перу, Суринам и Венецуела.